# Indische Badmintonmeisterschaft 1934/35
Die Indische Badmintonmeisterschaft der Saison 1934/35 fand in Kalkutta statt. Es war die erste Austragung der nationalen Titelkämpfe im Badminton in Indien. Es wurden nur die beiden Wettbewerbe der Herren ausgespielt.

## Titelträger
| Disziplin    | Sieger             |
| ------------ | ------------------ |
| Herreneinzel | Vijay A. Madgavkar |
| Dameneinzel  | nicht ausgetragen  |
| Herrendoppel | D. Minas V. Minas  |
| Damendoppel  | nicht ausgetragen  |
| Mixed        | nicht ausgetragen  |